# باول ديكسون (مغن مؤلف)
باول ديكسون (بالإنجليزية: Paul Dixon)‏ هو مغن مؤلف بريطاني، ولد في 8 أغسطس 1989 في لندن في المملكة المتحدة.

## وصلات خارجية
- الموقع الرسمي
- باول ديكسون على موقع ميوزك برينز (الإنجليزية)
- باول ديكسون على موقع ميوزك برينز (الإنجليزية)
- باول ديكسون على موقع ديسكوغز (الإنجليزية)
- باول ديكسون على موقع ديسكوغز (الإنجليزية)